# Filipiny na Mistrzostwach Świata w Lekkoatletyce 2017
Filipiny na Mistrzostwach Świata w Lekkoatletyce 2017 – reprezentacja Filipin podczas Mistrzostw Świata w Londynie liczyła 1 zawodnika, który nie zdobył medalu.

## Skład reprezentacji
| Zawodnik  | Konkurencja                | Eliminacje | Eliminacje | Półfinał | Półfinał | Finał    | Finał   |
| Zawodnik  | Konkurencja                | Rezultat   | Pozycja    | Rezultat | Pozycja  | Rezultat | Pozycja |
| --------- | -------------------------- | ---------- | ---------- | -------- | -------- | -------- | ------- |
| Eric Cray | Bieg na 400 m przez płotki | DSQ        | DSQ        | NQ       | NQ       | NQ       | NQ      |